# 施图本贝格
施图本贝格是德国巴伐利亚州的一个市镇。总面积18.18平方公里，总人口1382人，其中男性681人，女性701人（2011年12月31日），人口密度76人/平方公里。